# Мистер Блэндингз строит дом своей мечты
«Мистер Блэндингз строит дом своей мечты» (англ. Mr. Blandings Builds His Dream House) — американский комедийный фильм 1948 года режиссёра Г. К. Поттера с Кэри Грантом, Мирной Лой и Мелвином Дугласом в главных ролях. Сценарий фильма был написан Мельвином Франком и Норманом Панамой. Фильм представляет собой адаптацию популярного романа Эрика Ходжинса 1946 года.
Это был третий и последний совместный фильм Гранта и Лой, которые до этого снималась в фильмах «Холостяк и девчонка» (1947) и «Крылья во тьме» (1935).
Фильм имел кассовый успех после выхода в прокат. В 2004 году Warner Home Video выпустила фильм на DVD с восстановленными и переработанными аудио и видео рядом. В 1986 году был снят ремейк «Долговая яма» с Томом Хэнксом и Шелли Лонг в главных ролях, а в 2007 году — «Ну что, приехали: Ремонт», в главной роли Ice Cube.

## Сюжет
Джим Блэндингз, блестящий руководитель рекламного бизнеса, живёт со своей женой Мюриэль и двумя дочерьми, Бетси и Джоан, в тесной нью-йоркской квартире. Мюриэль тайно планирует снести стену и отремонтировать их квартиру за 7000 долларов. Отвергнув эту идею, Джим Блэндингз наткнулся на объявление о новых домах в Коннектикуте, и они с нетерпением ждут переезда. Планируя купить и «отремонтировать» старый дом, пара обращается к агенту по недвижимости. В итоге семья Блэндингз покупает разрушенный дом в 5 раз дороже, чем текущая ставка за акр для местных жителей.
Старый дом, времён Войны за независимость, оказался непригодным для жизни, его необходимо снести, прежде чем будет выплачена ипотека предыдущего владельца. Блэндингз нанимает архитектора Генри Симмса для проектирования и надзора за строительством нового дома за 18 000 долларов, но их сложные специальные запросы увеличивают затраты. По мере строительства постоянно возникают новые проблемы, которые задерживают завершение строительства дома и ввергают семью в большие долги.
Джим Блэндингз также обременен профессиональными проблемами, а также подозрениями, что его жена состоит в отношениях с его лучшим другом Биллом Коулом. Когда он, наконец, готов бросить работу, он застаёт своего друга Билла Коула в халате со своей женой. Он в отчаянии. Но в конце концов, благодаря советам горничной Гасси, осознаёт, что надежда есть. Фильм заканчивается на том, что он, его семья и его друг Билл наслаждаются великолепным домом в сельской местности.

## В ролях
- Кэри Грант — Джеймс Блэндингз
- Мирна Лой — Мюриэль Блэндингз
- Мелвин Дуглас — Уильям «Билл» Коул
- Луиз Биверс — Гасси
- Реджинальд Денни — Генри Симмс
- Джейсон Робардс-старший — Джон Ретч
- Конни Маршалл — Бетси Блэндингз
- Шэрин Моффет — Джоан Блэндингз
- Йен Вулф — агент по недвижимости Смит
- Нестор Пайва — Джо Аполлонио
- Лекс Баркер — плотник Форман
- Гарри Шеннон — Тесандер
- Тито Вуоло — Зукк
- Эмори Парнелл — Педелфорд
- Ларин Таттл — Мэри

## Критика
Согласно журналу Time, «Кэри Грант, Мирна Лой и Мелвин Дуглас имеют большой опыт работы с такого рода комедиями, а режиссёр Г. К. Поттер полностью в этом разбирается. Фильм может оказаться слишком городским для аудитории из маленького городка и непонятным за границей, но среди тех миллионов американцев, которые пытались свить деревенское гнёздышко с помощью зелёных бумажек, он должен сорвать куш».
Босли Краузер из The New York Times написал, что «с точки зрения развлечения — это весёлый и гениальный репортаж о бедствиях (и окончательном триумфе) молодого рекламщика, ставшего деревенским помещиком».
Variety назвал фильм «слегка забавной комедией» с Грантом, «соответствующей его обычному стандарту исполнения», но счёл сценарий некорректным, когда «вводится ненужный поворот ревности, не продвигающий сюжет и не добавляющий смеха».
Джон Маккартен из The New Yorker охарактеризовал фильм как «довольно гениально составленный», сравнив его с «Джордж Вашингтон спал здесь», и нашел его «таким же милым», как и предыдущий фильм.
Harrison’s Reports назвал фильм «первоклассным тематическим комедийным балаганом … Сама история неубедительна, но она настолько богата остроумными диалогами и комедийными эпизодами, что все время заставляет смеяться».
Фильм вошёл в список 100 самых смешных американских фильмов за 100 лет по версии AFI.

## Сопутствующие работы
История фильма началась в апреле 1946 года, когда Эрик Ходжинс написал для журнала Fortune статью. Эта статья была переиздана в Ридерз дайджест и в Life, а затем опубликована в виде романа.
1 июля 1949 года получасовая радиоадаптация фильма транслировалась в Screen Directors Playhouse на NBC. Грант повторил свою роль Джеймса Блэндингза, а Фрэнсис Робинсон сыграла его жену Мюриэль. 10 октября 1949 года в кинотеатре Lux Radio Theater на CBS Radio была представлена часовая адаптация фильма, в которой Айрин Данн сыграла роль Мюриэль.
21 января 1951 года на NBC состоялась премьера еженедельного радиосериала с Кэри Грант и Бетси Дрейк в главных ролях под названием «Мистер и миссис Блэндингз». Комедийный сериал, спонсируемый Trans-World Airlines, рассказывает о приключениях семьи Блэндингз после их переезда в дом своей мечты.
В конце 1950-х годов Screen Gems Productions также предложили еженедельный телесериал с участием семьи Блэндингз. Роберт Роквелл рассматривался для участия в шоу, но в пилотном эпизоде запланированного сериала вместо него был показан Стив Данн вместе с Мэгги Хейз. Шоу называлось «Блэндингз», но сериал так и не был выпущен. Однако 27 апреля 1959 года пилотный выпуск был показан в сериале «Театр „Goodyear“» под названием «Свет во фруктовой кладовке».

## Похожие произведения
- «Долговая яма», фильм 1986 года с Томом Хэнксом и Шелли Лонг в главных ролях.
- «Дом грёз», 1993 год, шведский фильм режиссёра Питера Далле.
- «Ну что, приехали: Ремонт» (продолжение фильма 2005 года «Ну что, приехали?») с Ice Cube в главной роли был выпущен 4 апреля 2007 года.
- «Дом со скидкой[фр.]», 2006 год, французский фильм режиссёра Дани Бун.
- «Джордж Вашингтон спал здесь», фильм 1942 года, основанный на пьесе 1940 года о паре, которая ремонтирует разрушенный старый дом, имеющий какое-то возможное историческое значение.